# 大連周水子国際空港
大連周水子国際空港（だいれんしゅうすいしこくさいくうこう）は中華人民共和国遼寧省大連市甘井子区にある空港である。日本では通常「大連空港」と呼ばれている。

## 概要
中心市街地の北西10kmに位置し、車で約20分の場所にある。地下鉄が乗り入れており、中国国鉄の周水子駅にも近い。大連空港は大連で唯一の国際空港であるが、軍民共用空港であるため、中国人民解放軍の軍用機も駐機・離着陸することがある。
2008年には、利用客数820万人(前年比+12.6%)、発着回数7万2700回(前年比+15.4%)、貨物取扱量13万トン(前年比+7.0%)と中国東北地区最大の利用実績を記録し、2009年1月の時点で、中国国内57都市へ98路線、国外15ヶ国39都市へ46路線の定期航空便が就航しており、大連空港の設備は限界に近づいていた。そこで、渤海の金州湾に新空港・大連金州湾国際空港を建設することが計画された。
新空港建設には長期間を要するため、2009年3月から2010年末まで約2年間「周水子空港第3期工事」として大連空港の拡張工事を行った。これで年間処理能力は1600万～1800万人となった。また、貨物輸送区・郵便速達区・保税区の3つの機能を備えた「空港物流園区工事」も同時に行われた。
2013年、金州湾に人工島を造成する工事が開始された。大連金州湾国際空港は2020年に完成する予定だったが工事は遅れており、開港は2023年以降になる見込み。
近年は中国国内における経済成長に伴い、国内線・国際線ともに便数が増加している。その結果、大連空港の設備的な問題や周辺航路の混雑により、当局から出発許可がなかなか下りないことが多々見受けられ、30分～1時間前後の遅延も珍しくない。また、搭乗券の裏面には早めの搭乗を促す記述が時折見られる。さらに立地上、自然の影響（濃霧、強風、降雪、黄砂等）による出発・到着時刻の変更、周辺空港（北京・青島・煙台・瀋陽など）へのダイバート、や欠航、返航が少なくない。2017年8月4日には、前日からの豪雨で空港全体が冠水し、空港周辺のホテル街は床下浸水の被害が相次いだため、空港の消防隊が救助活動を行った。

## 歴史

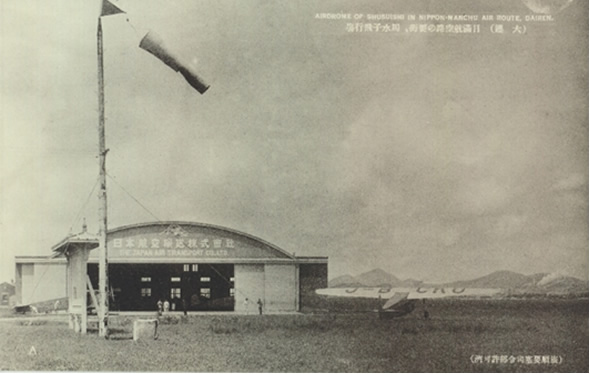
日本航空輸送（1928-1938）の格納庫

1905年に日露戦争が終結すると大連は日本の租借地となり、第二次世界大戦終結の1945年まで日本が統治していた。このため日本人の居住者は多かった。1927年、日本海軍が競馬場跡地に飛行場を建設した。大きさは長さ約800m、幅約400mの平坦な敷地であったという。清朝の時代には、沼地で「臭水子」と呼ばれていた地区だったが、飛行場の名称には「周」の字が使われ、周水子飛行場と命名された。
1929年、東京飛行場から大阪、福岡、蔚山、京城、平壌を経由して日本航空輸送が週3便で乗り入れ開始、1932年には満州航空も乗り入れた。 当初は郵便、貨物輸送が中心だった。1937年の日中戦争の開始以後は軍用機の発着が多くなり、海軍の軍用臨時便の間隙を縫って民間のダグラス DC-3が細々と運航されているという状態であった。
第二次世界大戦後、ソ連のヤマノフ少将は250人のパラシュート兵を率いて飛行場に進駐した。その後の10年間、周水子飛行場はソビエト軍が管理していた。1955年5月、ソビエト連邦赤軍は飛行場を正式に中国人民解放軍に移管した。
1972年10月6日、中華人民共和国国務院と中国共産党中央軍事委員会の承認を得て、大連空軍の周水子飛行場に民航大連駅を設立した。1973年3月3日に民航大連駅が正式に設立され、4月6日に運航を開始した。当時の民航大連駅は、ターミナルビルが空軍の一つの二階建ての小屋と六つの平屋を借用していた。滑走路は2040メートルで、駐機場と連絡道路の面積は8000平方メートル以上で、An-24型以下の飛行機の離着陸が可能。年間の旅客数は1961人、貨物と郵便の輸送量は129トンで、職員は37人だけだった。
1984年4月、大連飛行場は初めて大規模な拡張を行い、長さ3300メートル、幅45メートルの滑走路とタクシーウェイ、連絡道路、駐機場を備えた民間飛行場としての形が初めて出現した。これにより、大連飛行場が中小型機しか離着陸できない歴史が終わった。
1985年、国務院の承認を受けて国際空港として開放された。1994年1月には、中国民用航空局の承認を得て、「大連周水子国際空港」に改名された。
1992年、1999年、2005年の3回にわたり、大連空港は大規模な拡張と格上げ改装を行なった。待合室の面積が10倍、駐機場の面積が30倍に増加し、先進的な航行設備が装備された。飛行区域の等級は4Eレベル1の標準に達し、当時の各種民間航空機の安全な離着陸を満たすことができた。
2012年、大連周水子国際空港は再び全面改装を完成させ、ターミナルビルの総面積は13.5万平方メートルに達し、敷地全体の面積は345万平方メートルに達した。これには近接駐機スペース18基、遠隔駐機スペース24基が含まれ、設計年間旅客輸送量は1600万から2000万人の間だった。
2018年1月、大連周水子国際空港の第１ターミナルビル（支線航空会社専用ターミナルビル）が開業した。近接駐機スペース18基、遠隔駐機スペース24基、設計年間旅客輸送量が1600万から2000万人の間のターミナルビルが第２ターミナルビルとして機能し、23のCクラス駐機スペースが追加され、駐機スペースの総数が65に達した。近接駐機スペースは18、遠隔駐機スペースは47となった。

## 国内線
北京や上海（虹橋・浦東）を始め、国内主要都市に多数就航している。
ただし、便数に対しボーディング・ブリッジの数が足りないため、大部分の国内線は1階に降りてから一旦バスに乗り、タラップから飛行機に搭乗するパターンが多い。正面入口から見るとターミナル中央及び右側部分の全てが国内線ターミナルである。大都市以外の就航便はスケジュール及び就航会社が変更される事が多い。

### 一覧
| 航空会社     | 就航地 |
| ------------ | --- |
| 中国南方航空 | 北京/大興、天津、石家荘、太原、延吉、チチハル、大慶、牡丹江、上海/浦東、南京、杭州、寧波、厦門、南昌、済南、青島、鄭州、武漢、長沙、広州、深圳、梅州、珠海、海口、三亜、重慶、成都/天府、貴陽、昆明、西安、蘭州、西寧、銀川 |
| 中国国際航空 | 北京/首都、天津、運城、上海/浦東、南京、杭州、青島、鄭州、長沙、広州、深圳、成都/双流、成都/天府、昆明、西安、桂林、銀川 |
| 中国東方航空 | 北京/大興、常州、朝陽、重慶、福州、ハルビン、漢中、ハイラル、淮安、昆明、洛陽、南京、南寧、寧波、青島、三亜、上海/浦東、無錫・蘇州、西安、厦門、宜春、鄭州、昆明（黄山経由）                                                |
| 海南航空     | 北京/首都、天津、太原、ジャムス、上海/浦東、南京、福州、濰坊、鄭州、武漢、長沙、広州、深圳、珠海、貴陽、西安、蘭州、銀川 |
| 厦門航空     | 天津、上海/浦東、南京、杭州、寧波、福州、アモイ（杭州/淮安経由）、泉州、済南、青島、長沙、西寧、銀川 |
| 春秋航空     | 洛陽、上海/浦東、石家荘、常州 |
| 天津航空     | 天津、フフホト、包頭、杭州、赤峰、上海/浦東、南京、温州、青島、煙台、威海、臨沂、西安、ハイラル |
| 山東航空     | 塩城、杭州、温州、アモイ（杭州経由）、済南、青島、南寧、重慶、貴陽 |
| 華夏航空     | 天津、フフホト、包頭、杭州、東営、済寧、威海、南陽、重慶、西安、蘭州、西寧、ウルムチ、鶏西 |
| 上海航空     | 上海/浦東、日照 |
| 吉祥航空     | 上海/浦東、南京、温州、張家界、三亜 |
| 瑞麗航空     | 太原、昆明 |
| 四川航空     | 徐州、杭州、済南、重慶、成都/天府 |
| 金鵬航空     | 連雲港 |
| 東海航空     | 連雲港、寧波、鄭州 |
| 長安航空     | 連雲港 |
| 長竜航空     | 杭州、邯鄲 |
| 首都航空     | 杭州、武漢、海口、三亜 |
| 奥凱航空     | 太原、長沙 |
| 成都航空     | 済寧、成都/天府、杭州 |
| 中国聯合航空 | 北京/大興 |
| 江西航空     | 南昌 |
| 幸福航空     | 煙台 |
| 祥鵬航空     | 武漢、昆明 |
| 桂林航空     | 桂林、唐山 |
| 九源航空     | 広州、温州 |
| 昆明航空     | 昆明、西安 |
| 飛龍専業航空 | 長海 |

## 国際線

### 一覧
| 航空会社             | 就航地                                                                                             |
| -------------------- | -------------------------------------------------------------------------------------------------- |
| 中国国際航空         | 東京/成田、福岡、仙台、広島、香港                                                                  |
| 中国南方航空         | 東京/成田、大阪/関西、名古屋/中部、富山(2025年9月3日〜10月26日まで期間運休予定)、ソウル/仁川、済州 |
| 青島航空             | バンコク/ドンムアン、ホーチミンシティ（いずれも宜昌経由）                                          |
| 春秋航空             | 大阪/関西、福岡                                                                                    |
| 海南航空             | ウラジオストク                                                                                     |
| 日本航空             | 東京/羽田                                                                                          |
| 全日本空輸           | 東京/成田                                                                                          |
| スプリング・ジャパン | 東京/成田                                                                                          |
| 大韓航空             | ソウル/仁川                                                                                        |
| アシアナ航空         | ソウル/仁川                                                                                        |
| アエロフロート       | ウラジオストク                                                                                     |

2024年10月現在

### 詳細
- 日本
  - スターアライアンスに加盟している全日本空輸と中国国際航空は、日中間の国際線全便において相互にコードシェアを実施。
  - 日本航空と中国東方航空、中国南方航空は、アライアンスが異なりつつも大連-東京/成田線において相互にコードシェアを実施している[8]。
  - 1998年6月17日に中国南方航空が富山線を就航。2012年10月28日～2013年9月25日の間の運休を経て、週2便で運航再開（水・土）。2018年10月29日から週3便運航（月・水・土）。
  - 2009年10月24日までは日本航空も大阪/関西線に定期便を就航させていた（翌25日からは2009年2月から運休していた全日本空輸が日本航空と入れ替わる形で運航を再開）。
  - 日本航空は2023年7月19日から運行中の成田線を羽田空港に移管し、1日1往復を継続している[9]。同路線は2020年夏ダイヤで開設を予定していたが、新型コロナウイルス感染症の影響により3年3ヶ月遅れで延期となっていた。
- 韓国
  - スカイチーム所属の大韓航空と元所属の中国南方航空、スターアライアンス所属のアシアナ航空と中国国際航空はそれぞれコードシェアを実施。

## 大連市内・開発区へのアクセス
- 出口は数箇所あるが、タクシー乗り場は国内線ターミナルの出口を出たところにある。国際線ターミナル出口から約200m先に正式なタクシー乗り場がある。大連中心部までは距離にして約12kmで、25～30元の運賃が目安となる。
- 虹港路に路線バスの「機場」バス停がある。空港ターミナルをでて南へ徒歩10分程度。バス停から701路などで市内まで行ける。なお、大連市内のバス料金は1回の利用につき1元（日本円で約13円）である。
- 開発区までは距離にして約30kmであり、タクシーで60～80元の運賃が目安となる。
- 2015年5月22日に大連地下鉄2号線機場駅が開通した。

## その他
- 国際線ターミナルの出口付近には“黒出租車（中国語で「悪質なタクシー」の意味）”と呼ばれる高額な料金を徴収する白タクが待ち構えており、頻繁に客引きを行っているので注意が必要である。このような客引きにより話しかけられた際は、はっきりと断ることが望ましい。大連空港に到着した旅客に対して話しかける者は、この“黒出租車”の関連人物である確率が非常に高い。前述したが、正規のタクシー乗り場は国内線ターミナルの出口を出た所にある。
- 日本の在外公館の一つである「在瀋陽日本国総領事館大連出張駐在官事務所」は、大連空港から日本へ帰国する日本人を狙った詐欺事件が発生したと発表した[10]。